# Mahona
Mahona è una suddivisione dell'India, classificata come nagar panchayat, di 6.967 abitanti, situata nel distretto di Lucknow, nello stato federato dell'Uttar Pradesh.